# Descoperirea Americilor
Sub formularea "Descoperirea Americii" se înțeleg primele documentări făcute de către navigatorii proveniți din spațiul de cultură european asupra continentului American . Deși este cunoscut faptul că deja în jurul anului 1000, scandinavicii − sub conducerea lui Leif Eriksson – au ajuns pe continentul american , Cristofor Columb este considerat descoperitorul Americii prin debarcarea  sa în Caraibe pe 12 octombrie 1492.  Acest lucru a dus la explorarea iar mai târziu , la colonizarea  continuă a continentului american de către națiunile europene. De aceea, aceasta dată este considerată ca fiind un punct de cotitură în istoria omenirii.
În prezent, primul european care a ajuns pe continentul american în epoca modernă este considerat a fi Giovanni Caboto, chiar dacă există dovezi că alți exploratori precum Didrik Pining și João Vaz Corte-Real ar fi fost înaintea lui. Italianul Amerigo Vespucci a fost primul care și-a dat seama că America reprezintă un continent nou, în anul 1507. Martin Waldseemüller a denumit în același an noul continent America.
Din punct de vedere istoric și potrivit opiniei publice în general acceptate, cei care au descoperit și au colonizat America au fost locuitorii Asiei de Nord-Est , care în urmă cu aprox. 12.000 de ani au traversat Strâmtoarea Bering. Descendenții lor reprezintă nativii americani din ziua de azi. Cercetări și descoperiri mai noi arată faptul că posibile colonizări pe coasta vestică a  Americii de Sud, să fi avut loc cu peste 15.000 de ani în urmă, având ca punct de plecare Oceania . 

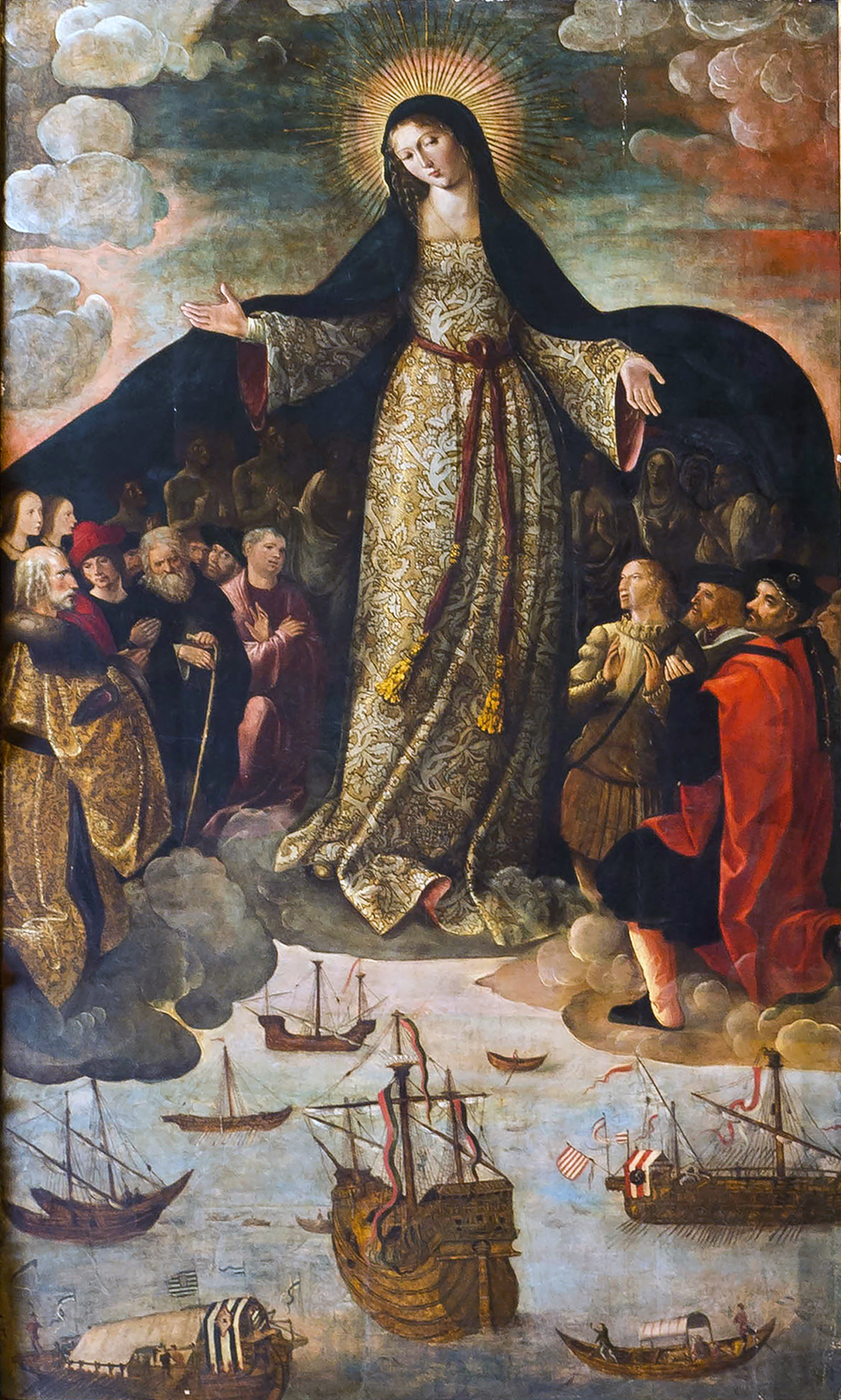
Sfânta Fecioară a marinarilor, cea mai veche reprezentare a descoperirii Americii, pe la 1510

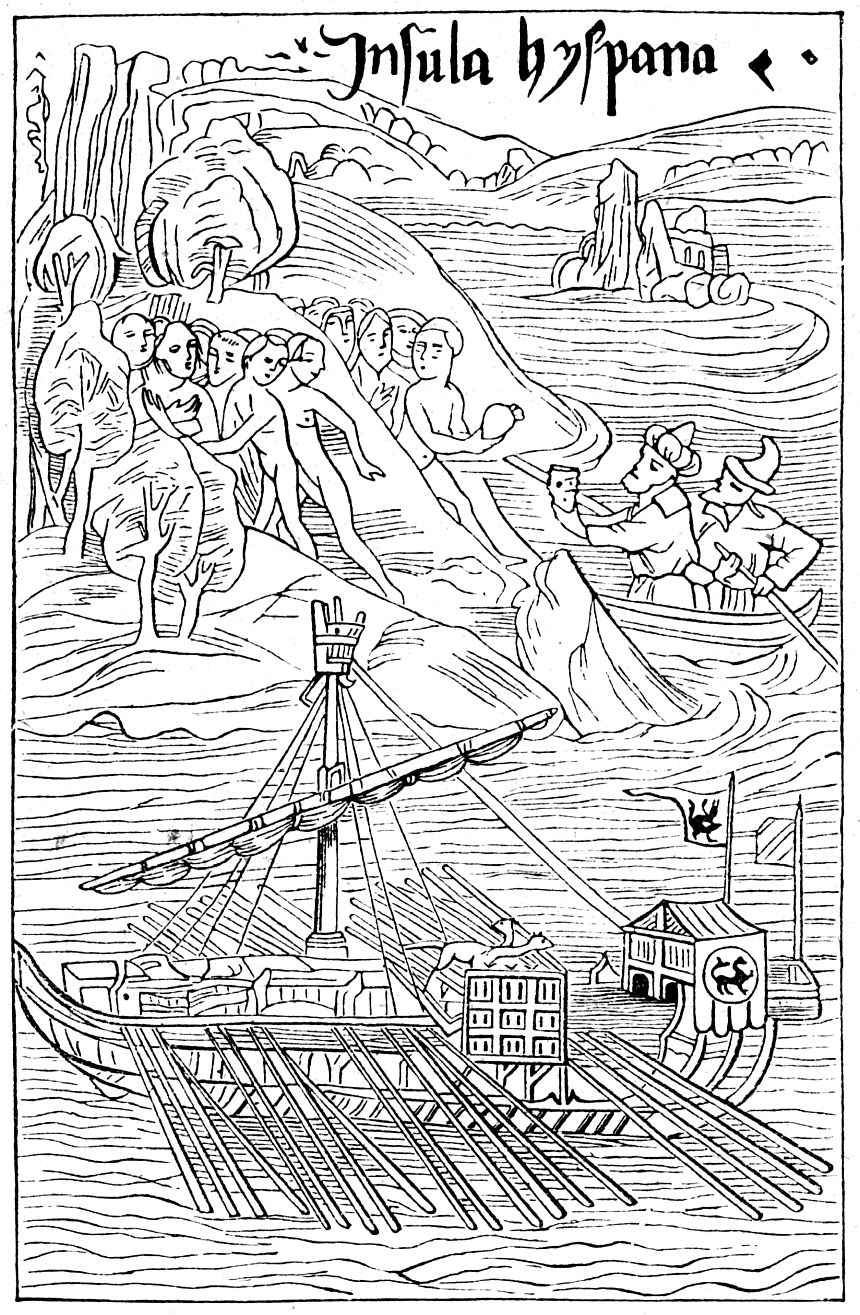
Kolumbus acostează la Guanahani (Sculptură în lemn)

Primii descoperitori au traversat Strâmtoarea Bering (Animație engl.)

## Expediții de descoperire atestate istoric

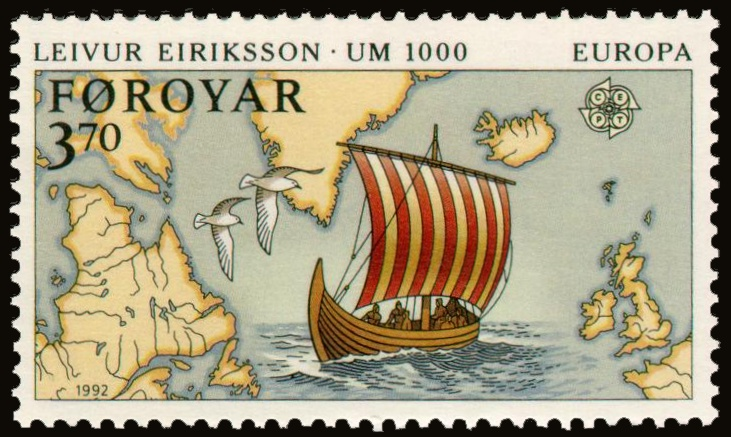
Timbru emis de Insulele Feroe

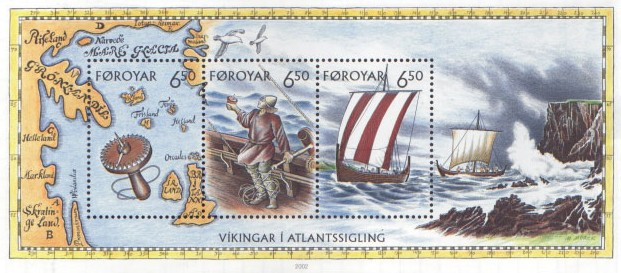
Timbru cu harta lui Skálholt

### Scandinavicii (anii 875–1000)
Bjarni Herjúlfsson poate fi considerat primul european care a zărit continentul american. În anul 986 se afla într-o călătorie dinspre Islanda spre Groenlanda și deviind de la ruta stabilită, a povestit mai târziu că a văzut „dealuri împădurite la vest“. Ținuturile noi observate nu au fost explorate. Ținând cont însă de faptul că Groenlanda apaține din punct de vedere geografic continentului american, Gunnbjörn Úlfsson poate fi considerat descoperitorul continentului, în 875. Într-o sagă islandeză numită după numele său (Gunnbjarnarsker) , se povestește că a văzut coastele groenlandeze. Aceste informații au ajutat la colonizarea Groenlandei de mai târziu. Nu se știe dacă  Gunnbjörn a ajuns și pe tărâmul american.
După cunoștințele pe care le avem, Leif Eriksson a fost primul european care a pășit pe solul american, în jurul anului 1000. Detaliile acestui fapt au ajuns la noi pe diferite căi . La L’Anse aux Meadows , în Neufundland ,au fost făcute mai multe descoperiri arheologice în sec.20 , care indicau prezența  Grænlendingarn, (locuitorilor din Groenlanda). Monezile din Maine au ajuns acolo foarte probabil datorită rutelor de comerț ale autohtonilor cu noii veniți. Potrivit așa-numitelor „Vinland-Sagas“, (istorisiri care relatau despre expedițiile groenlandezilor), aceștia au numit noile pământuri ca Helluland, Markland și Vinland. Identificarea acestor ținuturi este încă disputată, pornindu-se de la Insula Baffin și Labrador în nord, până la Noua Scoție sau Massachusetts , în sud.
În alte expediții , precum cea a lui Thorvald (fratele lui Leif) , au avut loc și contacte cu autohtonii. Groenlandezii i-au numit pe aceștia Skraelinger ("slăbănogi" sau "urâți"). În 1020, Thorfinn Karlsefni a plecat spre Vinland, cu scopul de a o întemeia acolo o așezare. Lipsa femeilor cât și luptele duse cu nativii americani, i-au făcut pe noii veniți să părăsească Vinland doar după câțiva ani.

Este puțin probabil ca expediții de descoperire să fi avut loc și în interiorul continentului. Piatra de la Kensington , acoperită de ruine, descoperită la 1898 în Minnesota ,este considerată a fi un fals. 
Și călătoria spre America efectuată de Henry St. Clair (1345-1400) în anul 1398, este văzută ca fiind o ficțiune. 

Prima călătorie a lui Columb (grafică span.)

### Cristofor Columb (1492)
Cristofor Columb a descoperit America în încercarea de a ajunge în India (sau în Asia de Est), prin traversarea oceanului Atlantic . 
În anul 1487-88, portughezul Bartolomeu Diaz a devenit primul european care a navigat până la extremitatea sudică a Africii; Vasco da Gama ,în 1498 ,a fost primul care a descoperit o rută maritimă până în India.

### Giovanni Caboto (1497)
Exploratorul și navigatorul italian Giovanni Caboto (engl. John Cabot) a intrat în anul 1484 în slujba coroanei engleze. Regele  Henric al VII-lea l-a însărcinat mai târziu, în 1496, cu găsirea unui drum spre vest  pentru a ajunge în Imperiul chinez. Însoțit de fiul său, Sebastiano , a început călătoria și a descoperit pe 24 iunie 1497 continentul nord-american, probabil regiunea Labrador . În următoarea călătorie, Caboto a avut asupra sa o scrisoare adresată "regelui" chinez, dar aceasta nu a ajuns la destinație, el și patru dintre navele sale dispărând în apele Atlanticului, în 1498 .

### Vasco Núñez de Balboa (1513)
Primii cartografi , cum ar fi Martin Waldseemüller , au asociat recentele noi  descoperiri unui continent înainte ca ei să aibă dovada că este într-adevăr vorba de un nou continent . Această atestare a venit pe data de 25 septembrie 1513, la ora 11 dimineața : Vasco Núñez de Balboa , după o expediție soldată cu multe pierderi prin Panama, a fost primul european care a văzut oceanul Pacific privind de pe continentul american. În urma observațiilor precise făcute asupra faunei și florei, ce prezentau particularități diferite față de tot ceea ce era cunoscut la acea dată, Amerigo Vespucci afirmase deja ca este vorba de un nou continent.

## Relatări nesigure

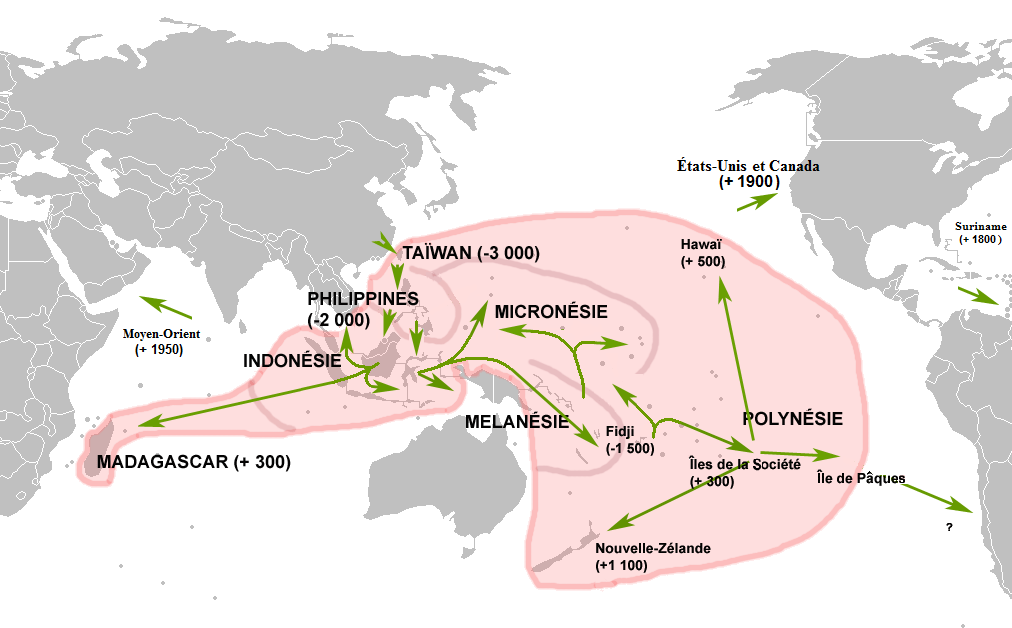
Vechii polinezieni erau cunoscuți ca foarte buni navigatori (grafică fr.).

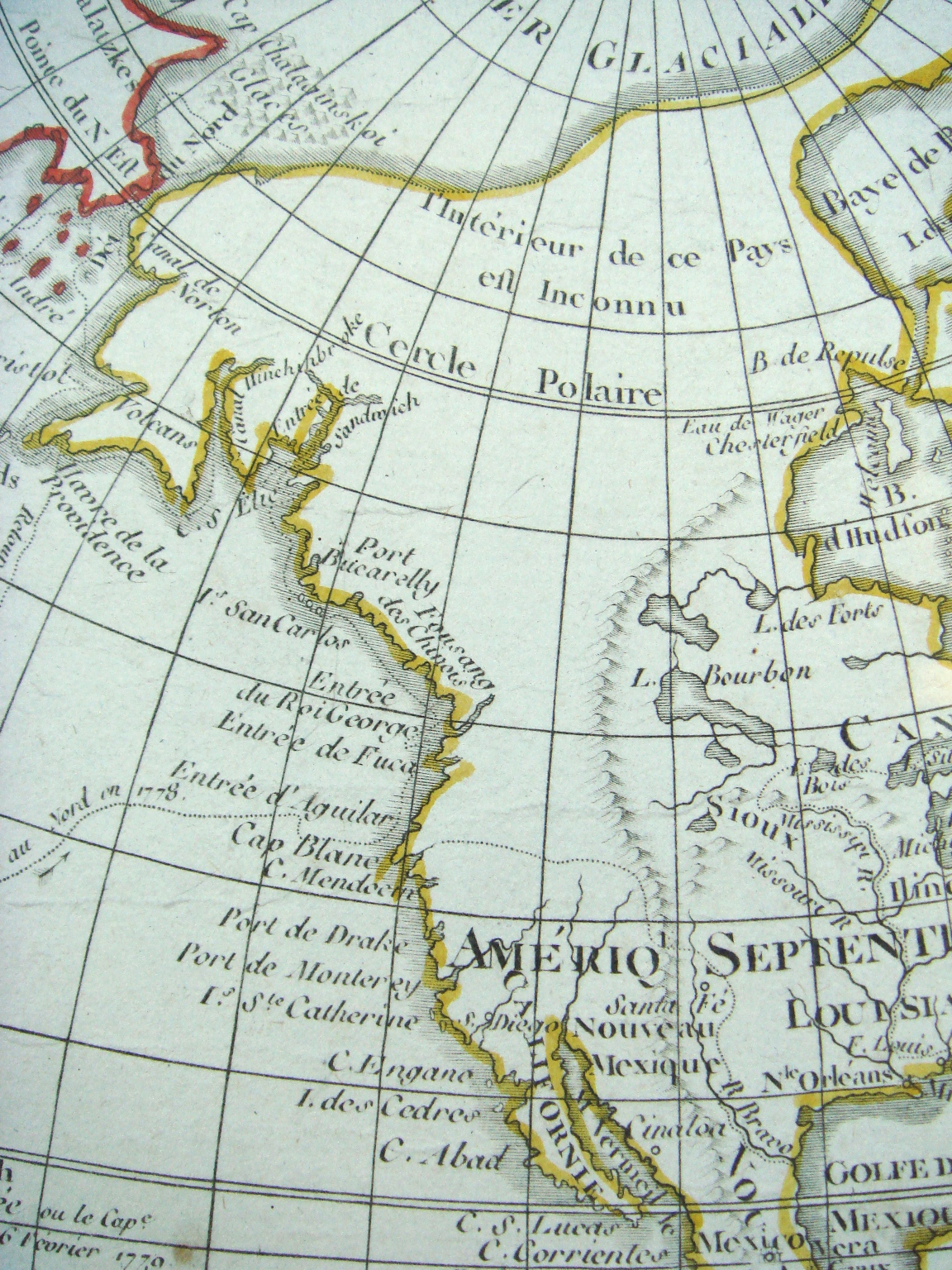
Acestă hartă franceză a Americii din 1792 ,localizează Fousang-ul chinez, în zona Columbiei Britanice de astăzi.

Pe lângă călătoriile enumerate și colonizările inițiale, există un număr însemnat de speculații și ipoteze care se referă la posibilitatea existenței altor călătorii spre America, premergătoare lui Columb.

Din punctul de vedere al cercetării istorice a lumii Occidentale, nici una dintre aceste ipoteze nu a putut fi suficient de bine dovedită sau susținută.

### Relatări nesigure (Pacific)

#### Colonizarea pre-columbiană a Americii
Anumiți  etnologi, antropologi , și cercetători ai istoriei pre-columbiene a Americii (de ex., Robert von Heine-Geldern, Gordon F. Ekholm și Paul Kirchhoff) în baza muncii lor, au ajuns la concluzia că apariția și dezvoltarea unor culturi antice în America Centrală ar fi fost influențată de contactele transoceanice cu vizitatorii din lumea veche (din Asia, în special).

#### Polinezienii
Oasele de pui dezgropate, datate ca fiind din sec.14, ne arată că  găina a ajuns în America de Sud din Polinezia .  Cartoful dulce s-a răspândit în jurul anului 1000 exact în direcția opusă. Ambele se pot raspândi, desigur , prin mecanisme naturale (de ex., prin diferitele  resturi care plutesc pe apă și purtate de curenții oceanici). Studiile mai recente indică însă faptul că expedițiile transpacifice ar fi cauza mult mai probabilă.. Studiile genetice făcute asupra locuitorilor Insulei Paștelui sugerează că a avut loc un prim contact între Insula Paștelui și America de Sud între anii 1310 și 1420.

### Relatări nesigure (Atlantic)

Nisipul purtat de vânt din Sahara traversează "inevitabil" Atlanticul...

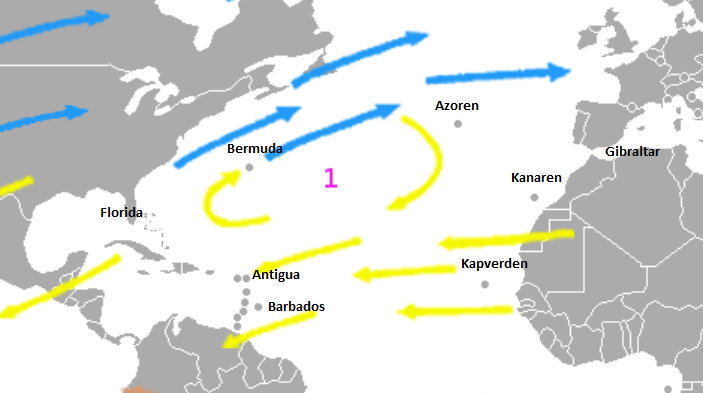
... iar revenirea este sprijinită de către vânturile de Vest

#### Preistorie
Antropologul norvegian Thor Heyerdahl a demonstrat în 1970 că este posibilă o traversare a Atlanticului într-o barca construită din stuf, așa cum erau realizate cele în Egiptul Antic, .

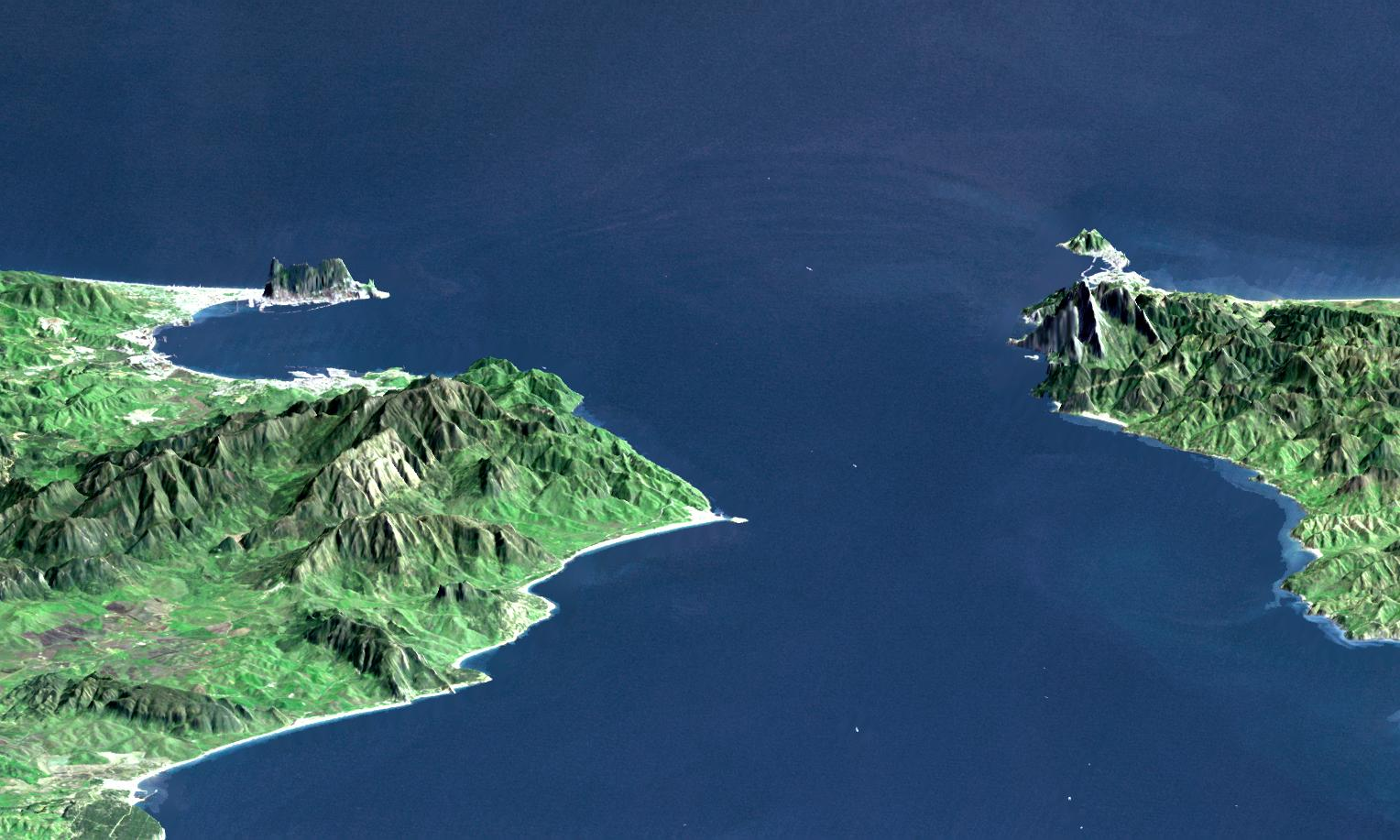
Strâmtoarea Gibraltar (în stânga este Europa, în dreapta, Africa)

#### Fenicienii
Atât Aristotel , precum și Diodor , relatează că fenicienii ,in calatoriile lor dincolo de coloanele lui Hercule , au descoperit o mare suprafață de pământ.
Savantul Hans Giffhorn sustine că a existat o colaborare între fenicieni și celți în ceea ce privește explorarea Atlanticului și a Americii de Sud.

#### Arabii

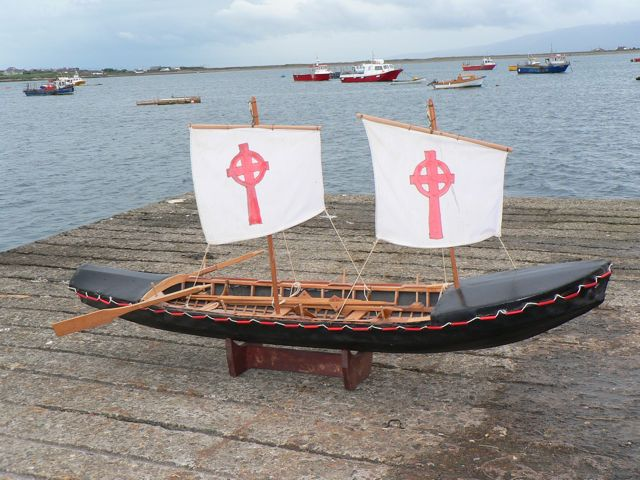
Modelul unei luntre capabile să navigheze pe ocean

Geograful arab al-Mas ' udi (895-957) a relatat că andalusianul Chasch Chasch ibn said ibn Aswad a traversat Atlanticul în anul 889.

#### Madoc
Conform unei legende aparținând sfârșitului sec. al16-lea, Madoc, un prinț  galez, a debarcat în America în anul 1170 și a înființat mai multe așezări. 

#### Sfântul Brendan în sec. 6

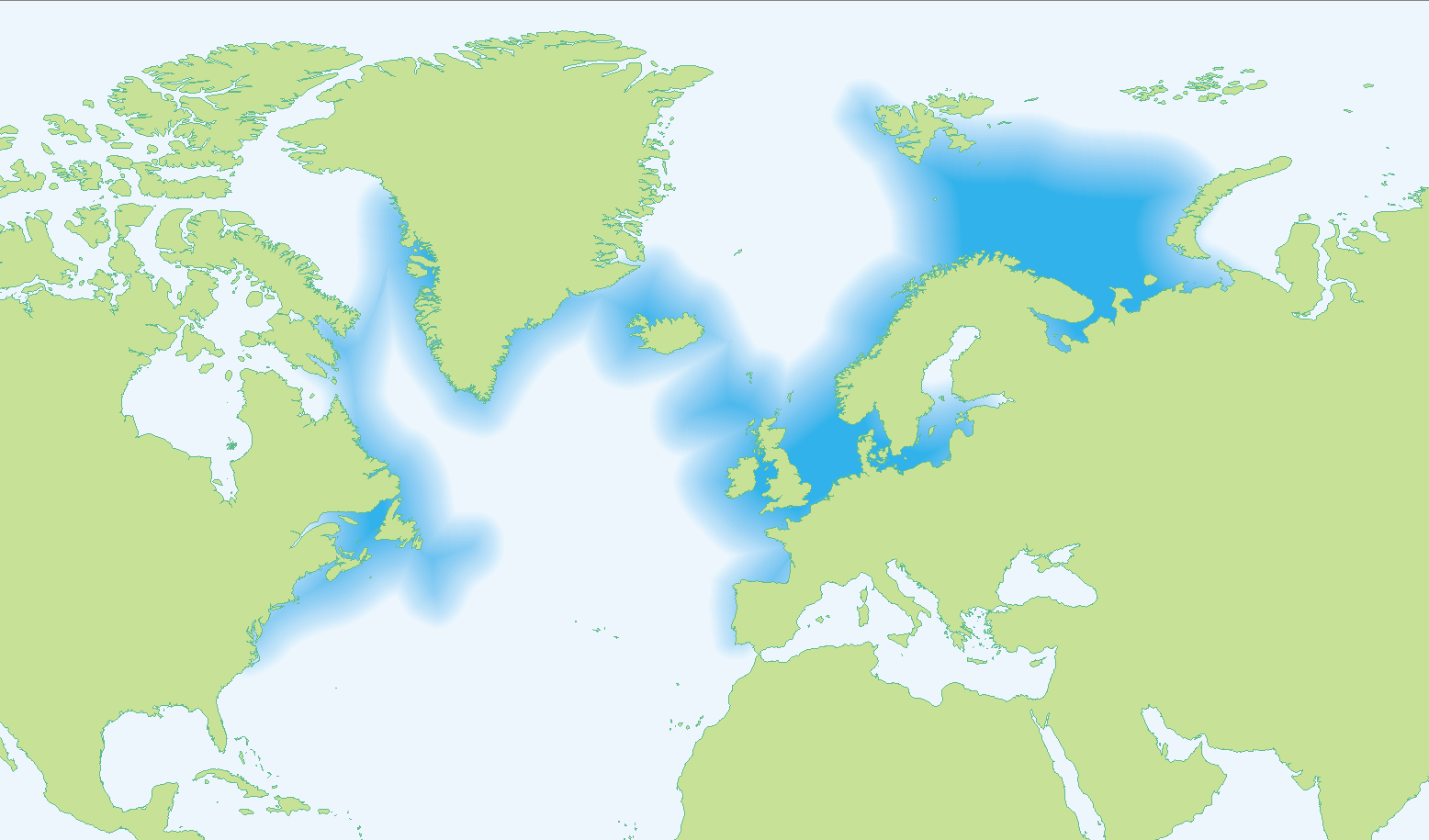
Răspândirea codului

Istoricul și scriitorul Tim Severin a demonstrat în 1977, că traversarea Atlanticului doar cu o luntre este posibilă, dovedind că voiajul Sfântul Brendan către America de Nord ar fi putut avea loc, după cum se poate interpreta din Navigatio Sancti Brendani.

#### Expedițiile lui Paul Knudson 1355-1363
Pentru a restabili contactul pierdut cu groenlandezii, descendenții vikingilor norvegieni în Groenlanda , regele Magnus Eriksson a trimis în 1355, o expediție norvegiano-suedeză sub comanda lui Paul Knudsons. Expediția a găsit așezările părăsite  în Groenlanda și a  revenit în 1363 în Suedia, fără a stabili vreun contact. Potrivit opiniei cercetătorului norvegian Hjalmar Rued Holand , Knudson, în căutarea sa, a dat de continentul american, acolo unde a și dispărut. În sprijinul acestei teorii a fost adusă Piatra de la Kensington, care însă s-a dovedit a fi un fals. S-a păstrat doar ordinul dat de regele Magnus dat lui Knudson de a naviga spre Groenlanda de Vest.

#### Bascii în sec.15
Se relatează că , deja în sec.al 15-lea , pescarii basci prindeau  cod și balene în apropiere de Newfoundland.

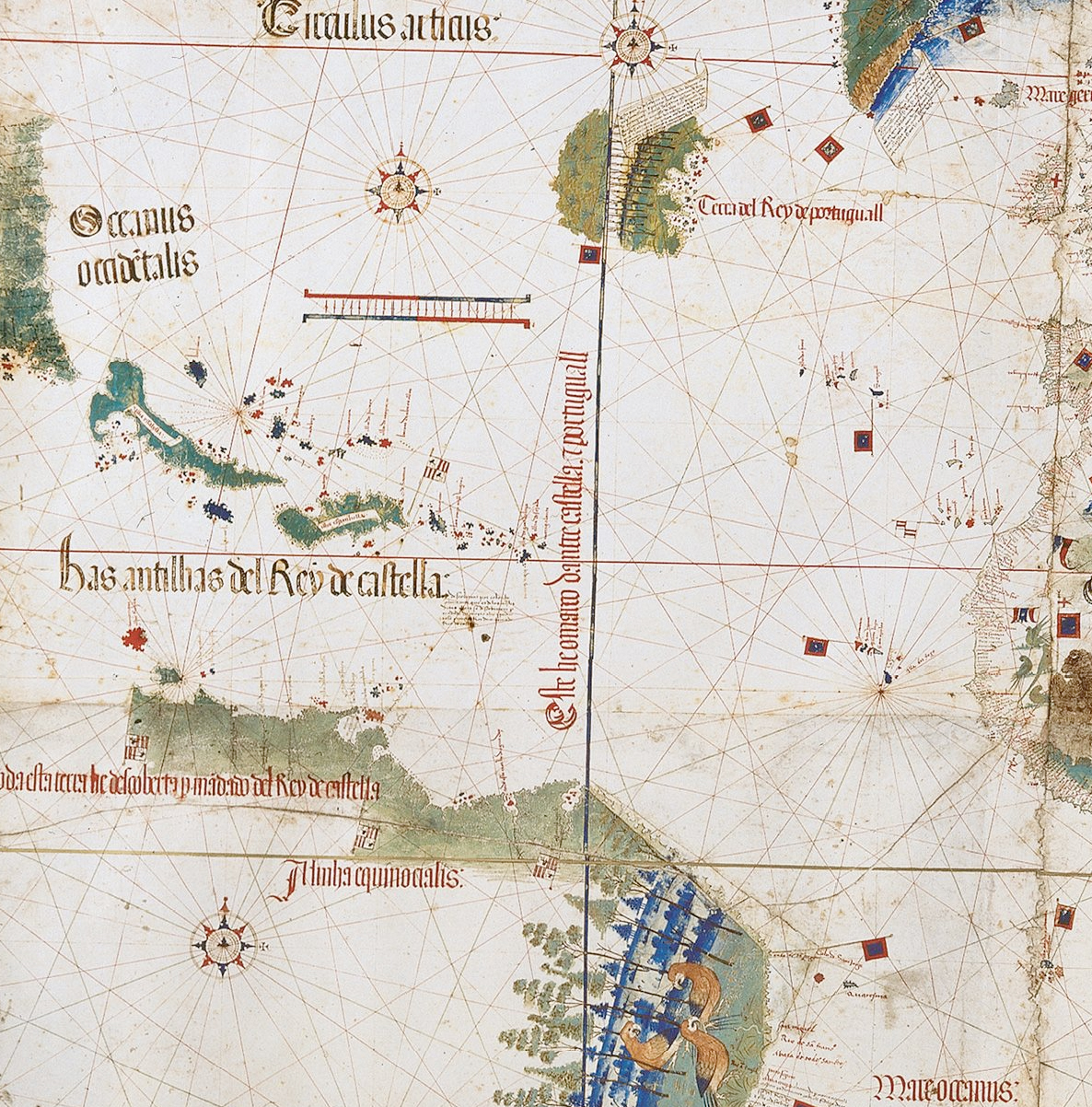
Detaliu al unei hărți redactată pentru Alberto Cantino, probabil în Lisabona făcută, hartă ce reprezintă o copie a unui original din 1502 realizat de Padrão Real. Newfoundland se află la Est de Linia Tordesillas ,în zona care aparținea coroanei portugheze, și este numit Terra del Rey de Portugall (Pământul regelui Portugaliei).

#### Expediția danezo-portugheză din 1473
Istoricul Cordeiro relatează despre portughezul  João Vaz Corte-Real, care într-o expediție mixtă danezo-portugheză din 1473 , a ajuns în Newfoundland (Terra (Nova) Bacalhau) și Groenlanda. Istoricul polonez Joachim Lelewel (1786-1861), a susținut că Corte-Real și Johannes Scolvus ar fi fost sub comanda navigatorilor germani  Didrik Pining și Hans Pothorst în 1473. Expediția ar fi fost ordonată de către regele Christian I. al Danemarcei și Norvegiei ,la cererea regelui portughez Alfonso V, cu scopul de a găsi un drum spre Groenlanda pornind din Norvegia.
Nu există nicio dovadă cum că mica flotă ar fi ajuns pe coastele canadiene. Rapoartele făcute de către Corte-Real privind noile locuri le prezentau pe acestea ca fiind sărăcăcioase, ar putea fi motivul pentru care Portugalia nu a finanțat expediția lui Cristofor Columb spre vest.  Marele cutremur din Lisabona (1755) a distrus arhivele portugheze, distrugând și eventualele dovezi ale acestei călătorii.
Ca o dovadă a descoperii Newfoundland-ului de către João Vaz Corte-Real, este denumirea dată acestui pământ în anii 1500 ca "Terra Corterealis" sau "Terra dos Corte Reali". Această desemnare se poate referi însă la fii acestuia Gaspar și Miguel Corte-Real , care au navigat și ei pentru coroana portugheză spre Neufundland în anii 1500-1501. În legenda hărții Cantino-planisferă, se poate citi : "Esta terra a decober pe mandado face muy alto exçelentissimo principe Rey don manual Rey de portuguall un chin descobrio Gaspar corte Real ..." În St. John ' s (Newfoundland) există un monument ce amintește de Gaspar Corte-Real.
În afara Portugaliei, doar câțiva oameni de știință, ca de exemplu istoricul danez Sofus Larsen (1919/25) au împărtășit opinia că raportul privind călătoria din 1473 să fie realist. În casa clopotelor din  Bremen există o placă comemorativă unde Pining și Pothorst sunt numiți "cuceritorii  oceanului" , datorită faptului că au ajuns în  America de Nord .

#### Negustorii din Bristol, înaintea lui Caboto în Newfoundland
Un om de afaceri din Bristol, John Day , a afirmat într-o scrisoare că pământul pe care John Cabot l-a descoperit, era deja cunoscut.

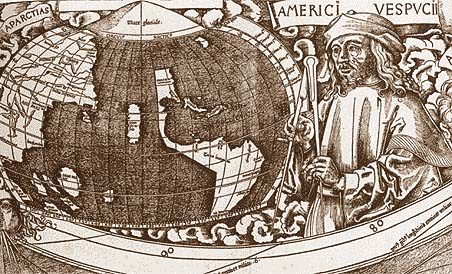
Fragment din harta lui Waldseemüller

#### Vespucci 1497
Amerigo Vespucci a povestit că el a fost deja în Mexic, în iunie 1497. Astfel , el ar fi probabil primul european care a pășit pe ambele continente americane.
Martin Waldseemüller, care în principal se raporta la descoperirile lui Vespucci și la misterioasa hartă Caveri , avea deja idei uimitor de precise în ceea ce privește America Centrală și a oceanului de cealaltă parte a acesteia.

## Hărți controversate

### Zeno-Karte
Între anii 1388 și 1390 frații venețieni  Zeno ar fi efectuat expediții în Atlanticul de Nord și ar fi descoperit  Nova Scotia , denumind-o Drogno.  Hărțile Zeno , făcute de ei cu această ocazie , sunt văzute de către  istoricii din zilele noastre, mai degrabă ca fiind un fals.

### Harta Vinland

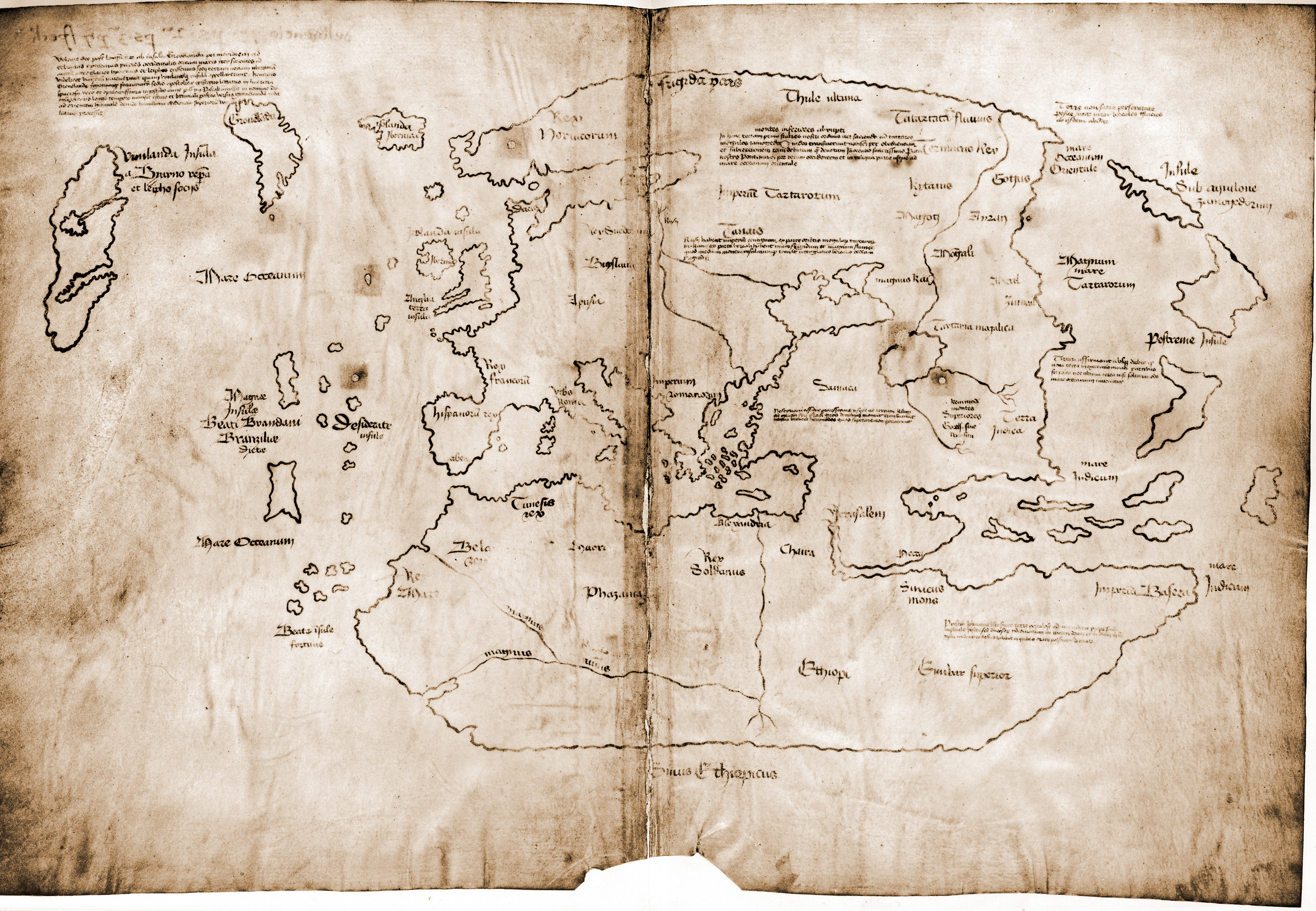
Harta Vinland

Harta Vinland este una dintre cele mai controversate hărți. Ea arată în Atlanticul de Nord Insulele Islanda, Groenlanda și Vinland, aceasta din urmă cu comentariul "descoperită de către însoțitorii de călătorie Bjarni și Leif ". Groenlanda este desenată ca o insulă și are o formă asemănătoare celei din ziua de azi. Originea hărții a putut fi urmărită doar până în anul 1957 , însă în urma  datării cu radiocarbon a pergamentului , s-a ajuns ca rezultat 1434. Cerneala cu care au fost făcute desenele conținea dioxid de titan , produs realizat pe cale industrială de-abia din 1924 și folosit în mod normal la producerea cernelurilor. Astfel, harta a fost privită ca fiind un fals. Cu toate acestea, cercetări recente au dovedit că cerneala care conține în mod natural rarul dioxid de titan , ar fi fost folosită deja, în cazuri izolate, în sec. al 14-lea. Astfel, disputa privind autenticitatea hărții a reînceput.

### Harta lui Piri Reis
În 1929 ,a fost descoperită la Istanbul  harta lui Piri Reis, hartă ce reprezintă pământuri care nici măcar nu erau descoperite la data realizării ei, în 1513. Piri Reis , care a fost un amiral al Imperiului Otoman, a declarat că a consultat mai mult de douăzeci de hărți mai vechi pentru definitivarea acesteia. Pe hartă nu este desenată America de Nord, în schimb America de Sud este trecută foarte exact. America centrală și Caraibele au fost reprezentate supradimensionate. Există și anumite greșeli pe hartă , ca de ex., Amazonul este trecut de două ori și Cuba este desenată vertical . Pe hartă mai sunt precizate și diferitele animale care se regăsesc în anumite locuri , ca de ex. maimuțe în America de Sud și papagali în Insulele Caraibe. Nu este cunoscut faptul de unde avea Piri Reis hărțile mai vechi utilizate și din ce an proveneau.

## Teorii Controversate

### Chinezii
După o interpretare proprie a unor izvoare chinezești vechi, lingvistul și aventurierul  Charles Godfrey Leland (1824–1903)  misionarul budist  Hui Shen plecând din China ,a ajuns pe continentul american mai sus de California în anul 499 și l-a numit Fusang (sau Fousang) . Teoria lui Leland a fost respinsă deja din timpul vieții sale.
Scriitorul și ofițerul de marină Gavin Menzies a prezentat în 2002 teoria cum că în anul 1421, o mare flotă chinezească sub conducerea amiralilor Zhou Man, Zhou Wen și Hong Bao ,ca discipoli ai lui Zheng Hes , ar fi ajuns până în America. Teza lui Menzies a fost respinsă de către istoricii de specialitate ,fiind catalogată ca ficțiune.

#### Arabii
Scriitoarea  și istoriografa amatoare Luisa Izabel Álvarez de Toledo y Maura (1936-2008), în baza unor documente găsite în arhiva privată a casei de Medina-Sidonia a fost de părere că America  a fost descoperită de către navigatorii marocani și de către cei arabi din Andaluzia cu mult înainte de Columb , aceștia făcând comerț în diferite porturi din Brazilia, Guyana și Venezuela.

#### Fenicienii
Inscripția de la Parahyba, o inscripție feniciană găsită în statul Paraíba din Brazilia ,considerată a fi un fals, a dat naștere ipotezei , sprijinită printre alții și de către adepții orientalistului  Cyrus H. Gordon (1908–2001) că fenicienii ar fi traversat Altanticul.

## Critici ale noțiunii de "descoperire" a Americii
Conceptul de "descoperire" a Americii este criticat deoarece el a fost formulat exclusiv din perspectivă europeană iar punctul de vedere al popoarelor care locuiesc acolo , care nu au trebuit să "descopere" America, este ignorat. Lingvistul și filosoful Noam Chomsky a scris: "evident că este greșită expresia de ‚descoperire‘ a Americii . Ceea ce a fost descoperit acolo, a fost o Americă care cu mii de ani înainte fusese descoperită de către locuitorii acelor locuri. În consecință, putem vorbi despre o invazie a Americii..." Guvernul mexican , cu avizul Comisiei naționale a istoricilor, a emis în 1984 o declarație în care se cerea o revizuire a termenilor de  "descoperire" și "cucerire" a Americii . Asta deoarece acești termeni se refereau doar la europeni ca personaje active , pe când populația indigenă era văzută mai curând ca având un rol de perdanți pasivi. Se recomanda utilizarea termenului de encuentro de culturas (Întâlnirea culturilor). Cu începutul anilor 1990, istoricii au înlocuit tot mai mult termenul de  "descoperire" cu cel de "întâlnire". Acesta din urmă este privit va fiind neutral și implică o interacțiune a subiectelor spre deosebire de conceptul de "descoperire" care înseamnă o relație subiect-obiect.

## Literatură
- Urs Bitterli: Descoperirea Americii. De la Columb la Alexander von Humboldt. C.H. Beck: München 1999, ISBN 3-406-42122-9.
- Florian Borchmeyer: Ordinea necunoscută. Despre ordinea necunoscută, Verlag Matthes und Seitz, Berlin 2009 ISBN 978-3-88221-666-0.
- Jacob Burckhardt: Weltgeschichtliche Betrachtungen. Stuttgart 1978, ISBN 3-520-05512-0.
- Oswald Dreyer-Eimbcke: Columb-Descoperiri și erori în cartografia germană, Frankfurt am Main 1991, ISBN 3-524-69097-1.
- James Robert Enterline: Erikson, Eskimos & Columbus - Medieval European Knowledge of America. Baltimore & London 2002 ISBN 0-8018-6660-X.
- Kenneth L. Feder: Encyclopedia of Dubious Archaeology: From Atlantis to the Walam Olum, Santa Barbara 2010 ISBN 978-0-313-37918-5.
- Horst Gründer: Eine Geschichte der europäischen Expansion - Von Entdeckern und Eroberern zum Kolonialismus. Leipzig 1998, ISBN 3-8062-1757-2.
- Donald S. Johnson: Fata Morgana der Meere - Die verschwundenen Inseln des Atlantiks. München 1999, ISBN 3-8284-5019-9.
- Eva Michels-Schwarz und Uwe Schwarz (Hg.): Die Ankunft der Weißen Götter. Dokumente und frühe Berichte der großen Eroberer von Nordamerika bis Peru. Edition Erdmann in K. Thienemanns Verlag 1992, Stuttgart, Wien, ISBN 3-522-61200-0, Lizenzausgabe für die Wissenschaftliche Buchgesellschaft, Darmstadt 1998
- Heinrich Pleticha, Hermann Schreiber: Die Entdeckung der Welt. Wien 1993, ISBN 3-8000-3490-5.
- Ernst Samhaber: Geschichte der Entdeckungsreisen: die großen Fahrten ins Unbekannte. Löwit, Wiesbaden 1975 (Sonderausg.).
- Andreas Venzke: Christoph Kolumbus. Rowohlt, Reinbek bei Hamburg 1992, ISBN 3-499-50449-9.

## Weblinks
- Arhivat în 100 d.Hr., la www.lai.at Error: unknown archive URLMementoArhivat în 100 d.Hr., la www.lai.at Error: unknown archive URL Vortrag von Bernd Hausberger am Lateinamerika-Institut (PDF-Datei; 64 kB, 2005, Kopie im Internet Archive)
- Thomas Hughes: The German Discovery of America: A Review of the Controversy over Didrik Pining’s Voyage of Exploration in 1473 in the North Atlantic Arhivat în 10 iunie 2016, la Wayback Machine. (PDF; 38 kB), in: GHI Bulletin, Nr. 33 (Fall 2003)